# L'Illustration européenne

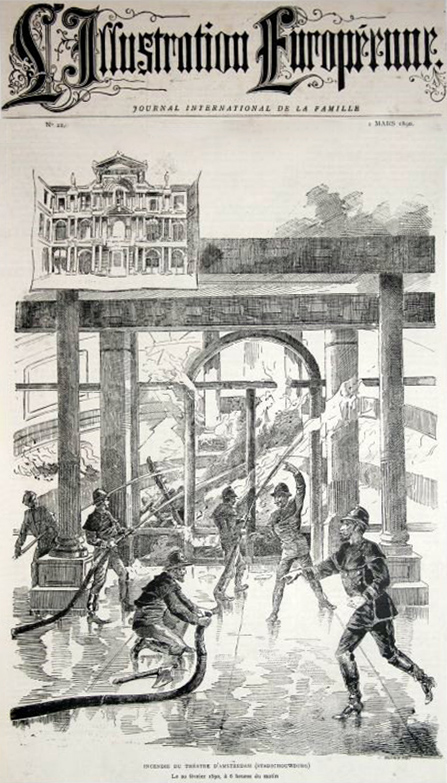
Voorpagina van L'Illustration Européenne van maart 1890; de illustratie toont de brand in de Stadsschouwburg Amsterdam.

L'Illustration Européenne was een Belgisch Franstalig tijdschrift.
Het had als ondertitel "Journal International de la Famille". Het verscheen wekelijks in Brussel van november 1870 tot augustus 1914. In het eerste nummer werd de Duitse invasie in Frankrijk tijdens de Frans-Duitse Oorlog beschreven en in het allerlaatste nummer werd de Duitse invasie in België tijdens de Eerste Wereldoorlog beschreven. De artikels en de illustraties gaven een gevarieerd beeld van de actualiteit (politiek, vorstenhuizen en ander mondain leven, kunsten, rampen, wetenschap, reizen, ontdekkingen) maar ook van natuurfenomenen, stadsgezichten en landschappen.
Het tijdschrift was immens populair omwille van de vele illustraties. Deze waren aanvankelijk houtgravures van de hand van kunstenaars zoals Gustave Wappers, Jan Frans Portaels, Gustave Doré, Frans Van Kuyck, Emile Puttaert en vele anderen maar gaandeweg werden vanaf 1886 ook de fotografische reproductietechnieken ingevoerd. Vele nummers werden beschadigd omwille van het beeldmateriaal dat, uitgeknipt en ingekaderd zijn weg vond naar menige eenvoudige huiskamer en - later - naar verzamelaars van de meest diverse iconografische onderwerpen.
Er was ook plaats voor poëzie en in de eerste jaargangen stond ook een woordpuzzel van een nu in onbruik geraakt type "Le Tour du Cavalier", gebaseerd op een zet uit het schaakspel.
Medewerkers waren onder anderen Mathilde De Veilles, Eugène Gens, Léontine de Montaigle en Marcellin La Garde. Vele bijdragen verschenen anoniem of onder namen die duidelijk pseudoniemen waren.
De hoofdzetel van het tijdschrift was aanvankelijk gevestigd aan de Leuvensesteenweg 1, later aan het Madouplein in Sint-Joost-ten-Node. De eerste directeur was Théo Spee.